# Thợ máy

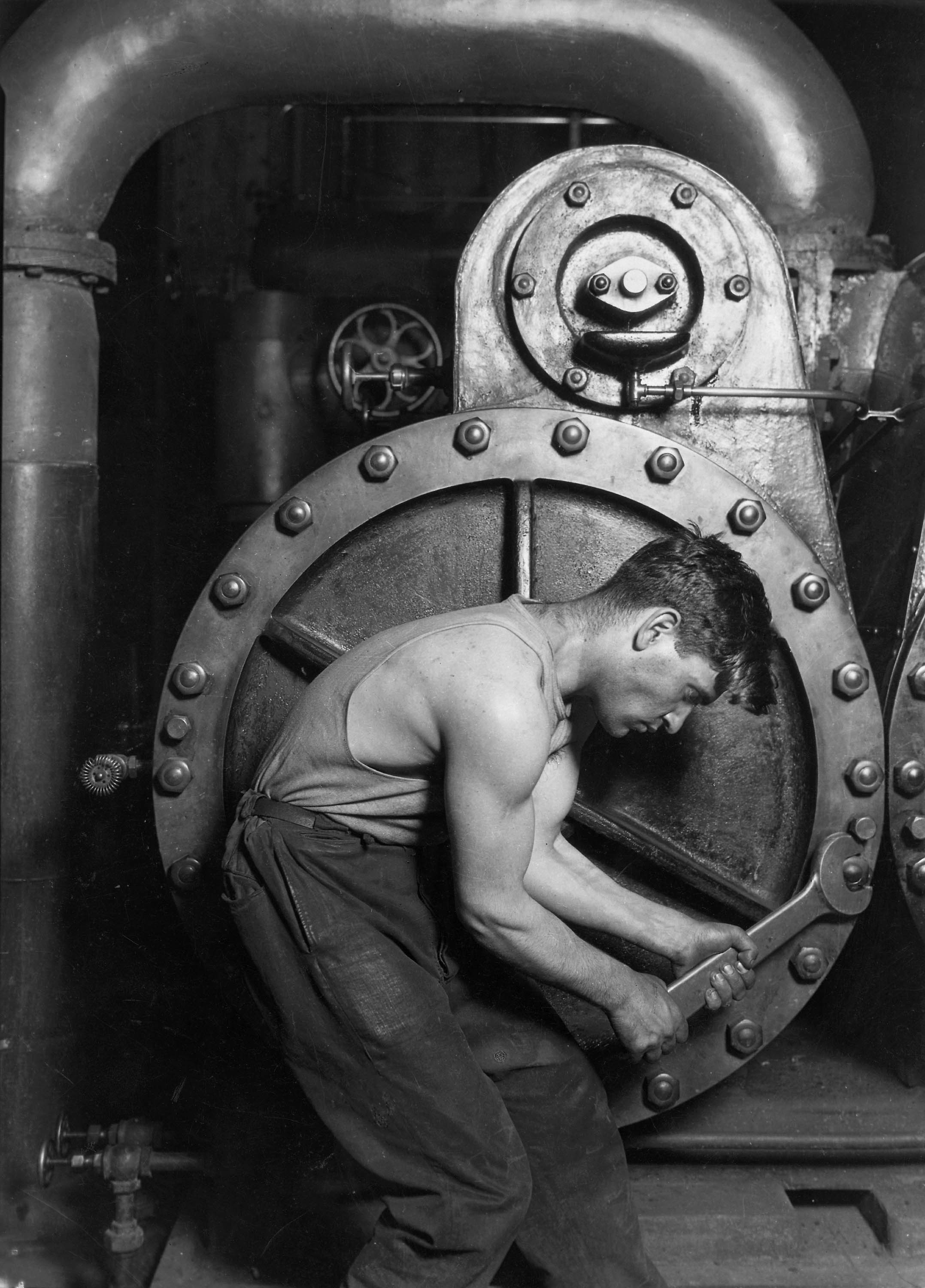
Một thợ máy với cái cờ lê

Thợ máy hay thợ cơ khí là một ngành nghề trong xã hội (nhất là xã hội công nghiệp) trong đó một công nhân hoặc kỹ thuật viên sử dụng các công cụ, phụ tùng một cách thành thạo để lắp đặt, thay thế, phục hồi hoặc sửa chữa máy móc hoặc sửa chữa để vận hành máy móc. Trong tiếng Việt, thợ máy là thợ lắp ráp, sửa chữa, bảo dưỡng các máy móc.
Có nhiều loại thợ máy, mỗi loại hình chuyên về một lĩnh vực cụ thể với những thao tác đặc thù như cơ khí tự động, cơ khí xe đạp, cơ khí xe gắn máy, cơ khí nồi hơi, cơ khí bảo dưỡng công nghiệp, điều hòa không khí và cơ khí điện lạnh, cơ khí máy bay, cơ khí động cơ diesel, và cơ khí. Một số có thể có trình độ chuyên môn trong các lĩnh vực điện, nước trong khi những người khác có thể chuyên môn trong các lĩnh vực đơn thuần là cơ khí. Các lĩnh vực khác có thể liên quan đến sửa chữa tay lái, hộp số tự động, phanh (thắng).... sửa chữa động cơ hoặc kiểm tra theo yêu cầu hay phản ảnh của khách hàng.

## Trên thế giới
Thợ máy là ngành nghề quan trọng, thợ máy ở Anh có giá hơn luật sư. Tiền thuê thợ máy ôtô ở Anh đắt hơn tiền trả cho luật sư hoặc bác sĩ, theo tạp chí What Car?. Tạp chí nói rằng khách hàng thường trả trung bình cho thợ máy 174 USD mỗi giờ (thấp nhất là ở Scotland 85 USD/giờ, và cao nhất ở London với 243 USD mỗi giờ cho thợ máy sửa xe BMW). Ở Việt Nam, cộng đồng vẫn chưa đánh giá cao vai trò của người thợ khi họ vẫn hình dung thợ máy là những người lấm lem dầu nhớt, ít kiến thức, thợ là sự lựa chọn sau cùng khi vào đời dù họ rất cần và tin tưởng người thợ khi phải sửa chữa các hỏng hóc, tu bổ xe cộ… Sự trân trọng dành cho người thợ còn nhạt nhòa.